# Marie Pinterová
Marie Pinterová, rodným jménem Marie Neumannová (* 16. srpna 1946, Stará Boleslav) je bývalá československá profesionální tenistka české národnosti, reprezentující do roku 1974 Československo, po sňatku s Maďarem Andrášem Pinterem a narození syna v roce 1976 se vrátila k tenisu v letech 1977-1982 s novým příjmením jako reprezentantka Maďarska. Ve své kariéře na okruhu WTA vyhrála dva turnaje ve dvouhře a probojovala se do tří finále ve čtyřhře.
V roce 1971 se stala mezinárodní mistryní ČSSR ve dvouhře žen, v letech 1969 a 1971 také ve čtyřhře. Mistryní Československa pak byla ve dvouhře žen v roce 1971, ve čtyřhře v letech 1967–1969 a 1971–1972 a ve smíšené čtyřhře pak 1971
V sezóně 1971 se probojovala do čtvrtfinále mezinárodního mistrovství Itálie a roku 1978 do semifinále. Na grandslamu nejdále postoupila na French Open 1974 do čtvrtfinále dvouhry. V roce 1981 byla na žebříčku WTA pro dvouhru klasifikována na 47. místě.

## Finálové účasti na turnajích WTA

### Dvouhra (2)

#### Vítězka (2)
| Č. | Datum          | Turnaj                           | Povrch      | Vítězka             | Výsledek      |
| -- | -------------- | -------------------------------- | ----------- | ------------------- | ------------- |
| 1. | 3. dubna 1972  | VS of Jacksonville, Jacksonville |             | Billie Jean Kingová | 6–4, 6–3      |
| 2. | 19. října 1981 | Japan Open, Tokio                | koberec (h) | Pam Casaleová       | 2-6, 6-4, 6-1 |

### Čtyřhra (3)

#### Finalistka (3)
| Č. | Datum          | Turnaj                     | Povrch | Vítězky                          | Spoluhráčka         | Výsledek      |
| 1. | 2. dubna 1973  | USLTA Sarasota             |        | Patti Hoganová Sharon Walshová   | Martina Navrátilová | 4–6, 6–0, 6–3 |
| 2. | 13. října 1980 | Borden Classic Nagoja      |        | Lindsay Morseová Jean Nachandová | Nerida Gregoryová   | 6–3, 6–1      |
| 3. | 20. října 1980 | Hit-Union Japan Open Tokio | tvrdý  | Dana Gilbertová Peanut Louieová  | Nerida Gregoryová   | 7–5, 7–6      |